# AIM-9 Sidewinder
AIM-9 Sidewinder je ameriški izstrelek zrak-zrak kratkega dosega. Razvila ga je ameriška mornarica in ga leta 1956 tudi uvedla v uporabo, leta 1964 pa jo je pričelo uporabljati tudi vojno letalstvo ZDA in tako zamenjalo svoje izstrelke AIM-4 Falcon, ki so bili problematični. Večina različic izstrelka Sidewinder je infrardeče (IR) vodenih.
Sidewinder je najbolj uporabljan izstrelek zrak-zrak na zahodu, zgradili so več kot 110 000 raket, ki jih uporablja poleg ZDA še 27 drugih držav, nekatere ga tudi proizvajajo po licenci. Z AIM-9 naj bi bilo sestreljenih okrog 270 zrakoplovov. Raketo poganja raketni motor na trdo gorivo, hitrost leta je okrog Mach 2.7, doseg pa do 35 kilometrov.
Prvi modeli izstrelkov Sidewinder so bili uporabljeni v času vietnamske vojne, kjer pa zaradi številnih pomanjkljivosti niso dosegli večjih uspehov. Kasnejše različice so te pomanjkljivosti odpravile in v kasnejših vojnah je bil njihov uspeh precej večji. Zaradi nenehnih posodobitev in možnosti prilagoditve je Sidewinder še vedno zelo popularen, čeprav so se v tem času pojavili modernejši izstrelki, ki naj bi ga zamenjali.

## Zgodovina
Začetki razvoja izstrelka AIM-9 segajo v pozna 40. leta 20. stoletja, ko se je začel kot idejni projekt ameriške mornarice. Kot osnovo za vodenje so vzeli eno od nemških različic IR vodenja, ki je nastalo med 2. svetovno vojno za potrebe vodenja prototipnega izstrelka zemlja-zrak Enzian. Ta zasnova je uporabljala detektor IR valovanja, ki ga je prekinjal vrteči se modulacijski disk z izmenjujočimi se prosojnimi in neprosojnimi odseki. Na podlagi dobljenih impulzov iz detektorja je bilo možno določiti smer tarče in njeno oddaljenost (kot) glede na vzdolžno os izstrelka. Za pogon je bil uporabljen raketni motor od nevodene rakete zrak-zemlja Zuni, ki ima premer 127 mm, zato se je ta premer izstrelka obdržal vse do danes. 
Ena prvih modifikacij je bila uvedba konkavnega zrcala, ki se je vrtelo okoli vzdolžne osi izstrelka. To zrcalo zbira infrardeče valovanje tarče in ga preko modulacijskega diska koncentrira na IR detektor. To zrcalo je pritrjeno na trajni magnet in vpeto le na eni osi, s čimer tvori prosti žiroskop. Pri prehodu IR valovanja skozi modulacijski disk nastane prekinjen signal, katerega amplituda narašča s povečevanjem oddaljenosti izvora IR valovanja od vzdolžne osi izstrelka.  
Posebne tuljave okoli vrtavke žiroskopa preko kota zasuka trajnega magneta zaznavajo položaj izvora IR sevanja glede na os vrtenja. Na podlagi teh informacij se generira električni tok, s katerim se napaja posebno tuljavo. Naloga te tuljave je usmeriti vzdolžno os konkavnega zrcala proti tarči. Ta signal se v ojačeni obliki uporablja tudi za generiranje signalov, ki poganjajo krmilne površine izstrelka. Seveda pa tak princip zahteva stabilen položaj izstrelka, ki se ne sme vrteti okoli vzdolžne osi. Sidewinder za preprečitev vrtenja okoli vzdolžne osi uporablja t.i. rolerone, ki so nameščeni na repnih stabilizatorjih. Osnova roleronov so majhne turbine na zračni pogon in zaradi žiroskopskega efekta držijo svoj položaj. Če pride do vrtenja izstrelka po vzdolžni osi, žiroskopski učinek premakne rolerone iz nevtralne lege v zračni tok in ti ustavijo vrtenje okoli vzdolžne osi. Na ta način se močno poenostavi sistem vodenja in roleroni so zato uporabljeni pri skoraj vseh različicah izstrelka. 
Pomembna je bila tudi sprememba načina vodenja izstrelka. Pri izstrelku Enzian je vodenje delovalo tako, da je bila vzdolžna os izstrelka vedno usmerjena neposredno v tarčo, kar se je izkazalo za precej neučinkovito, saj podaljša pot izstrelka in poveča možnost, da izstrelku zmanjka energije za prestrezanje tarče. Namesto tega Sidewinder uporablja t.i. proporcionalno navigacijo, katere bistvo je ohranjanje konstantnega kota med vzdolžno osjo izstrelka in linijo med centrom IR detektorja in tarčo. Tako izstrelek ne leti direktno proti tarči, temveč proti točki srečanja pred tarčo.  
Prvi izstrelek tega tipa, AIM-9A, je bil prvič testiran leta 1953. Naslednji model, AIM-9B je bil prvič testiran tri leta kasneje, doživel tudi operativno uporabo in je bil osnova za nadaljnje različice.

## Zasnova
Izstrelek Sidewinder sestoji iz detektorja IR valovanja, enote za vodenje, bojne glave in raketnega motorja.
Detektor IR valovanja je nameščen v konici izstrelka. Pri večini različic temelji na zrcalnorefleksnem daljnogledu, ki zbira IR valovanje in ga usmerja na fotodiodo ali fotoupor, ki vpadlo infrardeče valovanje spreminja v električni signal. Različica AIM-9X kot fotodetektor uporablja slikovni senzor, občutljiv za infrardeče valovanje. Takoj za detektorjem je nameščena elektronika, ki obdeluje električni signal iz fotodetektorja in generira krmilne signale za usmerjanje izstrelka. Iz te elektronike je speljan tudi električni priključek, ki povezuje izstrelek s sistemi na letalu in odpade ob izstrelitvi.
Prve različice so uporabljale fotodetektorje na osnovi svinčevega sulfida (PbS), ki pa so občutljivi na valovne dolžine med 1 in 2,5 μm, zaradi česar so bili občutljivi le na zelo vroče točke, kot je izpuh letalskega motorja. Kasnejše različice so uporabljale hlajenje fotodetektorja s pomočjo Joule-Thompsonovega pojava, ki je malenkost izboljšalo občutljivost detektorja, a vseeno so bili še vedno uporabni le za izstrelitev z zadnje strani letala. Z uvedbo modela AIM-9L so se pričeli uporabljati hlajeni fotodetektorji na osnovi indijevega antimonida (InSb), ki zaznavajo tudi bolj hladne dele letala (npr. ogreta površina zaradi sonca ali segrevanja zaradi trenja zraka), ne le izpuha. Za hlajenje se uporablja stisnjen argon, ki je v različicah za vojno letalstvo nameščen v samem izstrelku, mornarica pa namesto tega uporablja zalogo plina v nosilcih orožja na letalu.
Obstajala je tudi različica AIM-9C, kjer so namesto infrardečega vodenja uporabili polaktivno radarsko vodenje. Izstrelek ni bil v operativni rabi in celotno količino so kasneje predelali v protiradarske izstrelke AGM-122 Sidearm.
Za vir električne energije, ki služi za pogon električnih sistemov, se uporablja električni generator, ki ga preko turbine poganja trdo gorivo, pri AIM-9X pa za napajanje skrbi termalna baterija. Ta se nahaja neposredno za enoto za vodenje, ob izstrelitvi pa se sprožita najprej, še pred vžigom raketnega motorja.
Za zaznavanje bližine tarče se uporabljajo infrardeči senzorji bližine, ki sestojijo iz oddajnikov IR sevanja in sprejemnikov, ki zaznavajo odbito IR sevanje od tarče. Pri starejših modelih so se uporabljali magnetni senzorji. Ti senzorji sprožijo bojno glavo, ko je izstrelek dovolj blizu tarče.
Raketni motor je pri večini različic izstrelka dokaj podoben in vsebuje trdo gorivo, ki ne oddaja veliko dima, kar otežuje vidno detekcijo. Na repu izstrelka so štirje stabilizatorji z roleroni, edino AIM-9X ima te površine manjše in so uporabljene za krmiljenje (pri ostalih različicah izstrelkov so za krmiljenje uporabljene sprednje krmilne površine). AIM-9X ima v izpušni šobi raketnega motorja dodane tudi lopute za usmerjanje potiska, ki se premikajo skupaj s krmilnimi površinami in povečajo okretnost.

## Uporaba
Prototipni izstrelek, AIM-9A, je bil prvič uspešno preizkušen že leta 1953. Naslednja različica, AIM-9B, je bila namenjena operativni uporabi in je bila uvedena tri leta kasneje.
Prva uporaba AIM-9B se je zgodila leta 1958 med konfliktom v Tajvanski ožini med tajvanskimi letali F-86 in kitajskimi MiG-15. V tem spopadu so Američani Tajvanu skrivaj predelali letala in dobavili pošiljko AIM-9B, ki so jih uspešno uporabili proti presenečenim kitajskim pilotom. To je bil tudi prvi zračni spopad, v katerem so bili uporabljeni izstrelki zrak-zrak.  
V enem od teh spopadov se je eden od izstrelkov AIM-9B zaril v trup kitajskega MiG-15 brez da bi eksplodiral. Ta izstrelek so Kitajci poslali v Sovjetsko zvezo, ki je izdelala praktično identično kopijo pod imenom K-13 (NATO oznaka: AA-2 Atoll). To je dalo pomemben zagon sovjetskemu razvoju izstrelkov zrak-zrak, kasneje pa je bilo ugotovljeno, da sta si bila izstrelka AIM-9B in K-13 tako zelo podobna, da je bilo možno med njima brez težav zamenjati posamezne dele.
Prva večja uporaba AIM-9 je bila v vietnamski vojni. V tem času je Vojno letalstvo ZDA spoznalo pomanjkljivosti svojih izstrelkov AIM-4 Falcon in pričelo njihovo zamenjavo z AIM-9.  Mornarica je na podlagi AIM-9B izdelala AIM-9D, kasneje pa na tej osnovi še AIM-9G in AIM-9H. Slednji model je namesto elektronk, ki so zaradi vzletov in pristankov na letalonosilkah pogosto odpovedovale, pričel uporabljati elektroniko na osnovi tranzistorjev. Vojno letalstvo je iz AIM-9B razvilo modele E, J in N. Vsi ti izstrelki so bili še vedno uporabni le za izstrelitev z zadnje strani tarče, saj niso imeli zadosti občutljivih IR detektorjev; bil pa je narejen napredek na področju zanesljivosti, okretnosti in dosega. Vseeno je bila verjetnost uničenja tarče le 10 - 15%, saj je uporaba zahtevala zelo predvidljivo obnašanje tarče.
Leta 1977 je bil uveden model AIM-9L, ki je bil prvi, ki ga je bilo možno izstreliti ne glede na položaj nasprotnikovega letala, torej ne več nujno z zadnjega dela. To je bila tudi prva različica po AIM-9B, ki je bila skupna mornarici in vojnemu letalstvu ZDA. Ognjeni krst je doživel že med spopadi nad zalivom Sidra leta 1981, kasneje pa se je odlikoval med falklandsko vojno in v operaciji Mole Cricket 19 v Libanonu. V prvih spopadih je bila dosežena verjetnost uničenja tarče okoli 80%, še posebej, ker nasprotniki niso poznali izboljšanih sposobnosti detekcije iz poljubnega kota. Ta model je bil kasneje razvit v AIM-9M z izboljšanimi zmogljivostmi in namenjen predvsem ZDA in najožjim zaveznikom. Za ostale zaveznike so pripravili nekoliko manj zmogljivo različico AIM-9P.
Leta 1987 je vojna mornarica razvila različico AIM-9R, katere namen je bil uporaba slikovnega senzorja namesto predhodnih točkovnih senzorjev. Kasneje je razvoj opustila in skupaj z vojnim letalstvom pričela delati na različici AIM-9X, ki je zadnja različica izstrelka.AIM-9X je nastal kot odgovor na vse boljše protiukrepe, svoje pa je naredil tudi razpad Sovjetske zveze, s katerim so na dan prišli podatki o naprednih in tudi zelo okretnih sovjetskih izstrelkih, kot je R-73. V ta namen so uporabili infrardeči detektor, ki sta ga razvili Nemčija in Velika Britanija za izstrelek ASRAAM, dodali so integracijo z namerilnim sistemom v pilotski čeladi, za hlajenje pa so prvič uporabili hladilnik na osnovi Stirlingovega stroja, kar je eliminiralo potrebo po skladiščenju stisnjenega argona. Pomembna posodobitev je tudi motor z usmerjanjem potiska, kar pomembno pripomore k izboljšani okretnosti izstrelka. V uporabo je prišel leta 2003.